# Drimys xerophila
Drimys xerophila är en tvåhjärtbladig växtart. Drimys xerophila ingår i släktet Drimys och familjen Winteraceae.

## Underarter
Arten delas in i följande underarter:
- D. x. robusta
- D. x. xerophila